# أوفار (البرتغال)
أوفار هي مدينة من مدن البرتغال. يبلغ عدد سكانها 55,398 نسمة وذلك حسب إحصائيات سنة 2011. تبلغ مساحتها 147.70 كم².

## أعلام
- لويس فيليبي مينيزيس
- سانتا كامارو
- كوريا دياز

## وصلات خارجية
- الموقع الرسمي